# Riccardia fruticosa
Riccardia fruticosa là một loài rêu trong họ Aneuraceae. Loài này được Stephani Furuki mô tả khoa học đầu tiên năm 1998.